# トラカイ島城

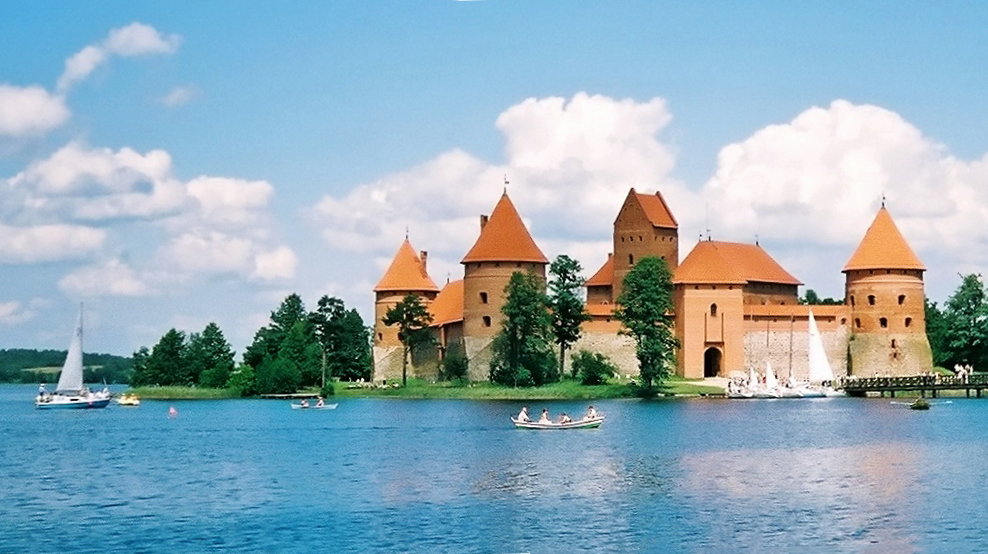
トラカイ島城

トラカイ島城（リトアニア語: Trakų salos pilis）は、リトアニアのトラカイ、ガルヴェ湖上に浮かぶ島の上に建てられた城の名称。トラカイ城、トゥラカイ城とも表記する。城は時折、「小さなマルボルク城」と呼ばれる。石造の城の建設は中世リトアニアの君主ケストゥティス (Kęstutis) により始められ、1409年頃に彼の息子であるヴィタウタスにより竣工へと至った。彼は1430年にこの城で亡くなっている。トラカイはリトアニア大公国において中心的な場所であり、城も戦略的に大変重要な位置にあった。

## 建設

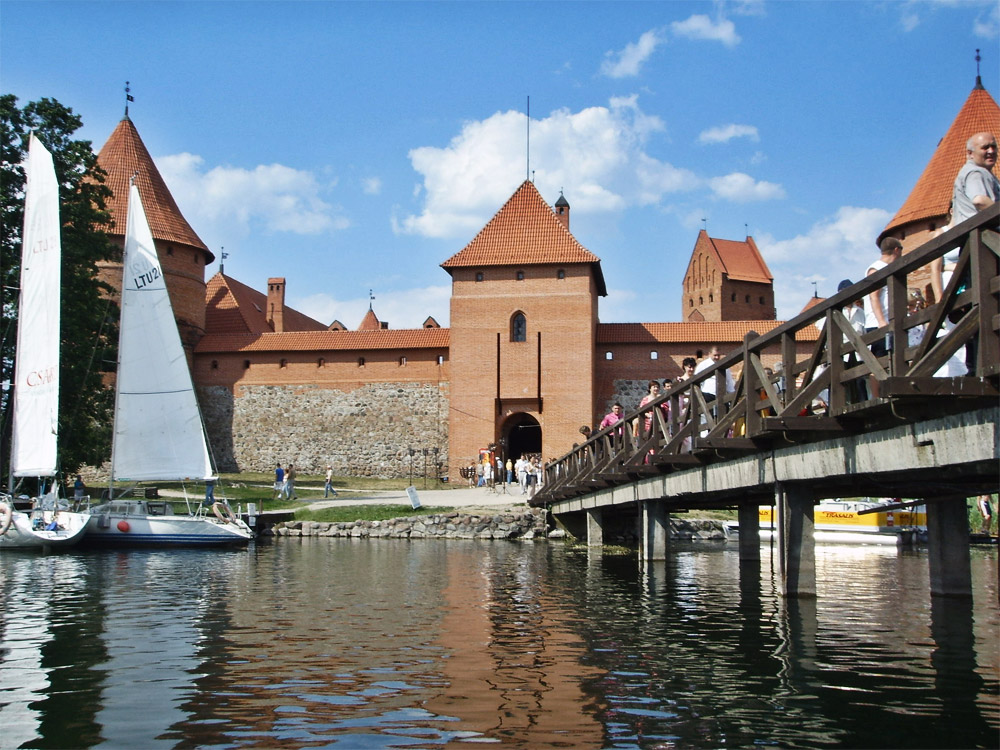
城の門楼へ続く橋

### 第1段階
トラカイ島城は、幾つかの段階を経て建設された。14世紀後半に建てられた第1段階では、城がケストゥティスの命により、ガルヴェ湖上の3つの島の中で最も大きい島の上に建設された。トラカイ島城の建設は、トラカイ半島城の拡張と補強に関連していた。ケストゥティスは自身の住居と宝物庫を、このトラカイ島城へ移動させた。
1377年に行われたドイツ騎士団による攻撃で、城は大きな損傷に見舞われた。ケストゥティスの暗殺の後、リトアニア大公の地位をめぐってヨガイラとヴィトフトの間で権力闘争が始まった。その際、城は双方から包囲されている。双方の和解が成立したすぐ後に、建設の第2段階工事が開始され、1409年まで続けられた。この段階は城の歴史において、大きな発展であったとみなされている。ドイツ騎士団との休戦中、建設工事は騎士団の石工ラディケ (Radike) により、指揮されていたと思われる。これは1410年のグルンヴァルトの戦いから4年前の出来事であった。

### 第2段階

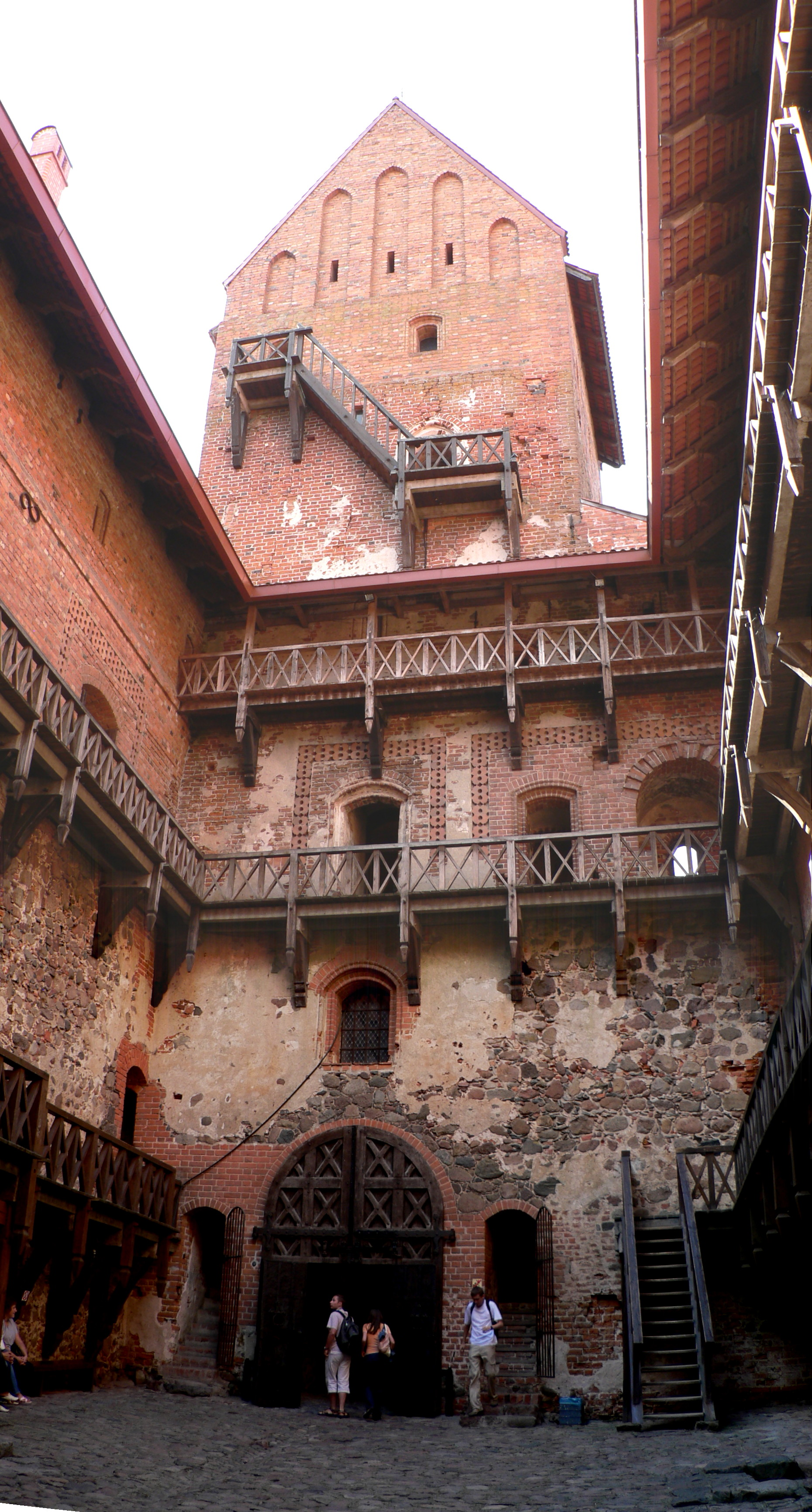
公爵宮殿中庭にある、木製の回廊

建設の第2段階工事中、2つの建物の翼部が加えられ、南側に6階建て、35メートルの天守閣が建設された。この天守閣には、建物と船首楼を分ける可動の門が取り付けられていた。天守閣は様々な用途に使用された上、別の防御用建造物として機能し、礼拝堂や生活住居も備えていた。また、構内の庭にあった多層の公爵宮殿と繋がっていた。この庭には内部の壁周辺に木製の回廊があり、これらは宮殿内部へ入らずに様々な支援物資を運搬するため使用された。
南側宮殿の南翼部分全体は、公爵広間として使用された。この広間は10メートル×21メートルの広さで、リトアニア国内にあるヴィリニュス城の「上の城」部分がこの広間をかろうじて上回る程である。公爵広間はその装飾などがありのままの姿で保存されてきている。
建設の主要な素材には、いわゆる赤いゴシック煉瓦が用いられていた。石製のブロックは建物の基礎と建物上部、塔と壁にのみ用いられている。城は様々な様式で装飾されており、これらにはガラスのタイル屋根や焼きレンガ、ステンドグラス窓が含まれている。建築の第2段階工事後、全体の様式はロマネスク様式を含んだゴシック様式の特徴を有していた。

### 第3段階
15世紀初頭に行われた船首楼の拡張工事は、トラカイ島城の造成の第3段階となった。船首楼の壁は回廊が取り付けられ、2.5メートルの厚さに強化された。3つの主要な防御塔は、隅に建設され、南側の塔は牢屋としても使用された。構内にある塔の頭頂部は兵士に向けて造られ、多くの大砲を有した。中心となる門楼は、公爵宮殿と同じく、可動式の門が設けられた。この門楼は回廊用に新たな区画を設けて補強されている。また、内部の壁の近隣には幾つかの建物が建設されており、この中には馬小屋や調理場等が含まれている。15世紀に城が拡張されていた際、ガルヴェ湖の水面の高さが、現在の高さよりも数メートル高かった。城の建築者たちは小さなボートが通れるくらいの幅で作った濠により、公爵宮殿と船首楼を分けて湖を利用していた。これらは敵の襲撃の際に起立させられる門で接続されていた。

## 荒廃

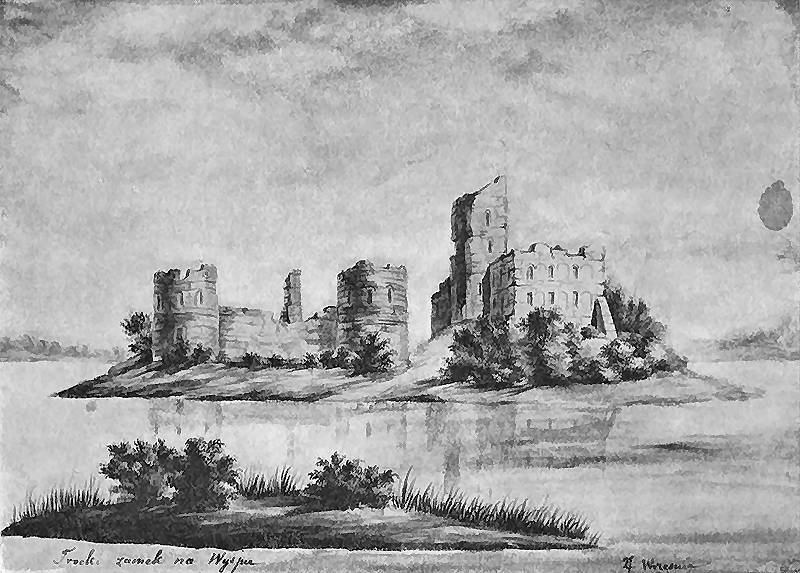
1877年、廃墟だった頃の城

リトアニアとポーランドの軍がリトアニア大公国の第一の敵を打ち負かしたグルンヴァルトの戦い後すぐに、トラカイ島城はその軍事的重要性を失った。城は住居として機能が転換され、内側から新たに装飾が施された。壁にはフレスコ画が描かれたが、これは現在もその一部が保存されている。また、公爵宮殿には諸外国の特使達も招かれるようになった。1413年から1430年まで、ヨガイラが城を実に13度も訪れたことが知られている。リトアニア大公国大公ヴィトフトは1430年にこの城で亡くなった。その後ジグムント2世の統治下においては、城はルネサンス様式に装飾され、短期間のみ王室の夏の住居として機能した。14世紀から18世紀にかけてリトアニア大公により作られた文書の集積、「リトアニア・メトリカ (Lithuanian Metrica) 」は、1511年まで城で保管されていた。後になって城は牢獄として使用された。しかし、17世紀に巻き起こったモスクワ大公国との戦争で、城は損壊され再び建設されることはなく、徐々に荒廃の一途を辿った。

## 再建
19世紀中、城の再建計画が準備された。その元からあったフレスコ画は、ビリニュスの画家ヴィンセンタス・スマカウスカス (Vincentas Smakauskas) により保存・複写が行われた。また、考古学委員会も、1888年に城の残骸の調査に着手した。1905年、ロシアの権威達は廃墟となった城の一部を復元することへ決定を下した。第一次世界大戦中、ドイツ人が専門家を送り、城の修繕を幾度か試みた。1935年から1941年にかけては、公爵宮殿の壁の一部が補強され、南東に位置する船首楼の塔部分とその壁の一部が復元された。リトアニアとポーランドの建造物保護主義者達も建設工事にあたったが、戦争が熾烈を極めるにつれて工事は中止された。第二次世界大戦後、大きな再建計画が1946年に開始され、1951年から1952年にかけて工事が盛んに行われた。再建工事の大部分が終了したのは1961年のことである。城は15世紀の建築様式で建設された。

## 参考
- Patkauskas S. Archeologiniai tyrimai Trakuose. Vilnius, 1982